# Регионална библиотека „Пейо Яворов“ – Бургас
Регионална библиотека „Пейо Яворов“ – Бургас е създадена през 1888 г. и е най-голямата библиотека на територията на Бургаска област.

## История
С историята ѝ са свързани учителят Христо В. Димитров, писателите Константин Петканов и Стефан Станчев, книжарят Коста Екзархов и други обществени дейци, които я изграждат като културно средище.
През 1932 г., когато уредник на библиотеката е Стефан Станчев, съвместно с читалище „Пробуда“, се създава Народен университет, който осъществява разнообразна културна и просветна дейност. Изнасят се сказки от изтъкнати български учени и писатели като: Александър Балабанов, Стоян Чилингиров, Асен Златаров, Елисавета Багряна, Константин Петканов и др., организират се изложби, утра, срещи с писатели и т.н.
През 1945 г. Общинската градска библиотека става Държавна народна библиотека и е включена в системата на законния депозит – започва да получава по един безплатен екземпляр от българската печатна продукция. От 1953 г. до 1987 г. библиотеката става окръжна, а в следващите години – универсална научна. От юли 2000 г., с Постановление на Министерския съвет, тя получава статут на регионална. През 1978 г., когато се чества 100-годишния юбилей на големия български поет Пейо Яворов, библиотеката получава неговото име. На 100-годишния си юбилей е наградена с орден „Народна република България“ ІІ степен.

## Дейности
Регионална библиотека „Пейо Яворов“ е най-голямата библиотека на територията на Бургаска област. Библиотеката е общодостъпна. Читателската публика има универсален характер – нейни читатели са деца, ученици, студенти, професори, но и домакини, работници и други. Читателите имат достъп до всички фондове.
Библиотека „Пейо Яворов“ е:
- книжовен и културен център;
- събира, съхранява, организира и предоставя за ползване универсални по вид, език и съдържание библиотечни фондове;
- осигурява диференцирано обслужване на читатели чрез заемни служби, общи и специализирани читални;
- извършва справочно-библиографска, информационна и издателска дейност;
- осъществява краеведска библиотечно – библиографска и издателска дейност;
- архив на краеведската литература и местния печат на Бургаски регион;
- изпълнява организационно – методически функции на територията на Бургаски регион;
- създава електронни библиотечни бази данни и осъществява достъп до национални информационни центрове.

## Разпределение по отдели

### Отдел „Заемна служба за възрастни“
Отделът разполага с над 250 000 тома книги подредени по отрасли на знанието. Те са на свободен достъп и в книгохранилища и се предоставят за ползване за дома. Чрез традиционните и електронни каталози и базата данни на библиотеката се извършват библиографски търсения и справки.

### Читалня „Петя Дубарова“
Читалнята е открита през 1954 г., като обща читалня, а през 1965 г. се обособява като общообразователна. Разполага с 20 читателски места. Богатият фонд на читалнята е организиран да подпомага учебния процес в българското училище. Особено подробно е комплектуван отрасъл „Литературознание“. Поддържат се богатите тематични картотеки. Изгражда се електронна картотека по литературознание. От 1989 г. читалнята носи името на талантливото бургаско момиче Петя Дубарова, чиято искрена поезия влезе завинаги в съкровищницата на българската литература.
Американският кът с книги, дарени от Посолството на САЩ в България, който бе открит официално на 16 ноември 2007 година, е разположен в читалня „Петя Дубарова“.

### Читалня за хуманитарни, точни и приложни науки „Владимир Василев“
Читалнята за хуманитарни, точни и приложни науки „Владимир Василев“ предоставя за ползване библиотечни материали от всички отрасли на знанието. Притежава богат фонд от монографии, учебници, учебни помагала, речници, енциклопедии, библиографски издания. Тук се ползват основната част от фонд периодика, краеведската литература, фонд от карти и атласи, всички депозитни издания. На разположение на читателите са всички електронни ресурси на библиотеката, както и традиционните каталози и картотеки.
Два от компютрите за читатели са снабдени със специална програма за незрящи.
В знак на уважение към родения в Бургас литературен деец Владимир Василев, за изключителния му принос към българската литературна история, философия и журналистика от 16 март 2006 година най-голямата читалня на библиотеката приема името му.

### Междубиблиотечна заемна служба
Чрез Междубиблиотечната заемна служба, потребителите на библиотеката могат да заявяват и получават за временно ползване библиотечни документи от други библиотеки в страната по утвърден ред.

### Ресурсен център на Гьоте-институт България
Ресурсните центрове на Гьоте-институт България са създадени през 1999 г. в сътрудничество с Регионалните библиотеки в Бургас, Монтана, Плевен, Пловдив, Русе, Стара Загора и Варна, за да отговорят на потребностите от учебна и методическа литература. В центровете читателите ще намерят богато разнообразие от съвременни учебници, учебни помагала, медии, справочна литература, специализирани списания и методико-дидактическа литература. Фондът ежегодно се обновява с материали от Гьоте-институт България. Два пъти седмично се провеждат консултации за учители по немски език.

### Отдел за нормативни документи
Сформиран е през 1978 г. Притежава действащи български стандарти, технически характеристики, каталожни листи.

### Читалня за текуща периодика
Читалнята за текуща периодика е общодостъпна и безплатна за всички граждани на Бургас от всички възрастови групи. Разполага с 20 читателски места. Получава 50 заглавия от ежедневната българска преса.

### Отдел „Изкуство“
Отдел Изкуство е създаден през 2003 г., като обединява Музикален отдел – създаден през 1976 г. и читалня „Изкуство“ от 1987 г.
Фондът на отдела съдържа различни по вид библиотечни единици – книги, нотни издания, албуми, аудиокасети, CD, DVD и грамофонни плочи. Част от документите се дават за ползване у дома, изпълняват се онлайн заявки и услуги. На разположение на читателите са предоставени периодични издания на различни езици в областта на изкуството. В отдела се съхраняват редки колекции – произведения на изкуството на български и чуждестранни творци, ръчно изработени книги, документални филми от бургаски автори.
Читалнята разполага със зала за прослушване на различните звуконосители и пиано за упражнения.
От 2001 г. се поддържа електронен каталог на нетрадиционните носители – CD, DVD, нотни издания и грамофонни плочи.

### Отдел „Справочно-библиографски и краезнание“
Отделът поддържа справочно-библиографския апарат и организира цялостната справочно-библиографска и информационна работа на библиотеката. Основната част от справочния фонд се предлага на свободен достъп в читалните. Той съдържа български и чужди справочни издания. Отделът има дългогодишна и разнообразна издателска дейност. Изготвят се различни видове библиографии и писмени библиографски справки.
В „Краезнание“ се извършва координация на цялостната краеведска дейност на библиотеката. Поддържат се систематични краеведски картотеки, съдържащи анотирана библиографска информация за събития, факти и личности от Бургаския край за периода от 1844 г. От 1995 г. картотеките са в електронен формат.

### Отдел „Комплектуване и обработка“
Отделът комплектува годишно около 6500 библиотечни единици: книги, албуми, графика, стандарти, аудиокасети, карти и около 800 заглавия периодични издания. Набавяните документи са на български, руски, английски, немски, френски и други езици. Постъпленията на новите книги става чрез депозит, книжни борси, специализирани книжарници, дарители, издателства.
Обработва, сигнира и каталогизира постъпилите нови библиотечни документи. Поддържа системата от каталози в библиотеката. Изгражда електронен каталог на книгите, постъпили във фондовете след 1991 г.

### Детски отдел
Детският отдел е създаден през 1953 г. и обслужва деца и ученици до 14 г., студенти с педагогически профил, педагози. Разполага с 67 000 тома детско-юношеска литература – художествена и отраслова, енциклопедии, речници, учебни помагала, справочници, графични издания, интерактивни книги, вестници и списания.
За своите читатели отделът организира събития, свързани с празници от календара, чествания, ревю на нови книги, среща с детски автор, библиотечни екскурзии за запознаване с библиотеката – нейната организация и условия на ползване.

### Методичен отдел
Отделът е междинно звено за връзка на библиотеките от Бургаски регион с Регионалната библиотека, Министерство на културата и др.
Извършва координационна и експертно-консултантска дейност – събира, анализира и предоставя информация за библиотечната дейност в региона на местни и държавни власти и предлага мерки за подобрявана работата на библиотечната мрежа.
Подпомага библиотеките по отношение на цялостната им дейност. Съдейства за реализирането на различни квалификационни форми за библиотечните специалисти, подпомага продължаващото им обучение. Посредник е за предоставяне на дарения от книги на библиотеките, получени от издателствата, МК, организации, автори, дарители.

### Автоматизация
Осигурява програмното и технологичното поддържане на компютърната и периферна техника в библиотеката, както и достъпа до Интернет. Осъществява периодична актуализация и архивиране на локалните и уеб базирани бази данни. Поддържа и актуализира информацията на уеб-сайта на РБ „П. К. Яворов“. Изработва афиши, грамоти, покани, рекламни и други видове материали за нуждите на библиотеката. Участва в разработването и изпълнението на библиотечни проекти, един от които е „Регина ПИ“ – обединен (своден) каталог на българските периодичните издания до 1944 г. Като изпълнител по проекта извършва дигитализиране на краеведската периодика и представянето на дигиталните копия в обща електронна база данни в партньорство с останалите библиотеки – участници в проекта. Осъществява дигитализиране и на други видове документи от фонда на библиотеката, като създава и поддържа дигитален архив и осигурява възможности за достъп до дигиталните копия. Оказва консултантска помощ на служителите на библиотеката при работата им с компютърния софтуер и хардуер.

### Обучителен център
Доставката и инсталирането на компютри и периферна техника по Програма Глобални библиотеки – България в новосъздадения център дава възможност за реализирането на разнообразни обучителни програми за всички граждани на Бургас, потребители на библиотечни услуги и за библиотечните специалисти от града и областта.